# Lac Dukan
Le lac Dukan (aussi orthographié lac Dokan, بحيرة دوكان en arabe) est le plus grand lac du Kurdistan irakien. Il se situe à proximité de la ville de Ranya au nord de l'Irak. C'est un lac de réservoir artificiel sur le Petit Zab, mis en eau lors de la construction du barrage hydroélectrique de Dukan. Ce barrage a été construit entre 1954 et 1959, dans un but de rétention d'eau, d'irrigation et de production d'hydroélectricité. La mise en eau du lac a provoqué le déplacement de 50 villages, soit 1000 à 1200 familles, qui ont été relogées à l'ouest du lac.

## Géographie
La superficie du lac atteint 270 km2. À son utilisation normale, le lac présente un volume de 6,8 km3, et la surface atteint l'altitude de 515 m. Le barrage hydroélectrique ne peut fonctionner que lorsque l'altitude de la surface du lac se situe entre 469 m et 511 m,. Le bassin-versant du lac Dukan s'étend sur près de 11 700 km2 .

## Archéologie
Avant la mise en eau, des fouilles archéologiques ont été menées dans différents sites d'intérêts. Une étude archéologique menée dans la plaine de Ranya a mis en évidence près de 40 sites présentant des traces d'occupations humaines s'étalant du VIe millénaire avant notre ère à nos jours. Cinq de ces sites ont été fouillés : Tell Bazmusian, ed-Dem, Kamarian, Qarashina and Tell Shemshara. Les fouilles sur le site de Tell Bazmusian ont permis de mettre en évidence un temple datant du IIe millénaire avant notre ère. Sur celui de Tell Shemshara, c'est un village remontant au début du VIe millénaire avant notre ère qui a été découvert. Un palais du IIe millénaire avant notre ère renfermant une archive de quelques tablettes d'argile, y a également été mise au jour.